# FLIKIY
FLIKIY – это рэп-исполнитель, работающий в жанре хип-хоп.
Настоящее имя: Метелёв Артём Андреевич
Дата рождения: 12.06.2007
Место рождения: Россия Челябинская Область Город Челябинск
Ссылки на автора:
VK-https://vk.com/artist/flikiy
Яндекс Музыка-https://music.yandex.ru/artist/23058841?utm_source=desktop&utm_medium=copy_link
Youtube-https://www.youtube.com/@fliksize
AppleMusic-https://music.apple.com/us/artist/flikiy/1769753042
Вот несколько интересных фактов о нем:
1. Музыкальная деятельность: FLIKIY активно выпускает синглы и альбомы. Среди его популярных треков можно выделить “Пубертат”, “Pick Me Girl”, “Тише тише” и “Восточные Сказки”.
2. Альбомы: Некоторые из его альбомов включают “Ух0ди” и “Восточные Сказки”.
3. Популярность треков: Его песни отличаются запоминающимися мелодиями и лирикой, что делает их популярными среди слушателей.
4. Аудитория: Его музыка ориентирована на молодежную аудиторию, которая ценит современный рэп и хип-хоп.
5. Похожие исполнители: Среди артистов с похожей стилистикой можно назвать XEAMIX, Drop Blood и YoungBimpie.
6. Возрастное ограничение: Некоторые треки FLIKIY имеют маркировку 18+, что может указывать на содержание, предназначенное для более взрослой аудитории.

FLIKIY продолжает активно развиваться в музыкальной индустрии, экспериментируя с новыми звуками и стилями.
1. ↑  Челябинск.